# Ахмети, Вильсон
Вильсон Ахмети (алб. Vilson Ahmeti; 5 сентября 1951, Фиери) — албанский политик и государственный деятель, премьер-министр Албании в переходный период с декабря 1991 по апрель 1992. Возглавлял «техническое правительство», организовавшее проведение досрочных выборов. При правлении Сали Бериши был привлечён к судебной ответственности, отбыл два года в тюрьме. Фигурировал в коррупционном скандале с чешской энергетической компанией.

## Инженер
Родился в семье государственного чиновника НРА. Окончил инженерный факультет Тиранского университета. Работал инженером на автозаводе. В правящей компартии АПТ Вильсон Ахмети не состоял, при режиме Энвера Ходжи в политике не участвовал.

## Политик и премьер

### Министр
В 1990—1991 коммунистический режим в Албании пал под ударами массовых протестов. АПТ была преобразована в Социалистическую партию Албании (СПА). На многопартийных выборах в марте 1991 СПА сумела сохранить власть. Главной государства стал Рамиз Алия, главой правительства — социалист Юли Буфи. Правящая партия нуждалась в новых фигурах, не связанных с прежним режимом. Технократ Вильсон Ахмети также получил в правительстве Буфи министерский пост.
Однако акции протеста не прекращались. Президент Рамиз Алия вынужден был согласиться на проведение досрочных выборов.

### Премьер-технократ
10 декабря 1991 был назначен «технический кабинет», во главе с премьер-министром Вильсоном Ахмети. Его задачей являлась организация досрочных выборов. Правительству пришлось действовать в трудных условиях социально-экономического хаоса и политической анархии.
На выборах 22 марта 1992 победу одержала оппозиционная Демократическая партия Албании (ДПА). Президентом стал лидер ДПА Сали Бериша, премьер-министром — Александер Мекси. Правительственная деятельность Вильсона Ахмети завершилась.

## Проблемы с юстицией

### Арест и срок
Новые власти Албании арестовали и отдали под суд ряд деятелей прежнего режима. Обычно это были видные партийные функционеры АПТ. Однако технократ Вильсон Ахмети стал одним из редких исключений. 31 августа 1993 года суд приговорил Вильсона Ахмети к 2 годам тюрьмы по обвинению в растрате фонда, созданного пожертвованиями французского предпринимателя.
В 1997 СПА вернулась к власти. Некоторые осуждённые при президентстве Бериши подали иски и потребовали компенсаций. Вильсон Ахмети отказался так поступить, сказав, что не желает получать компенсации за счёт албанских налогоплательщиков.

### Новое обвинение
В 2015 Вильон Ахмети стал фигурантом нового коррупционного скандала. Представители ДП обвинили его в получении крупной суммы от чешской энергетической госкомпании ČEZ. Утверждается, будто Ахмети воздействовал на лично знакомого ему влиятельного политика Илира Мету, лоббируя договор с чешскими энергетиками. Ахмети категорически отвергает обвинения, характеризуя свои действия как полностью законные.

## Публичные выступления
В своих интервью выступлениях Вильсон Ахмети напоминает о крайней сложности ситуации в стране в период его премьерства. При этом он особо указывает на опасность, исходившую от «сербских спецслужб».
По словам Вильсона Ахмети, он поддерживает дружеские отношения со своим предшественником Юли Буфи (социалист) и преемником Алексадером Мекси (демократ-антикоммунист). К Сали Берише и в меньшей степени к Фатосу Нано он высказывает негативное отношение.